# ОШ „Цар Константин” Ниш
Основна школа „Цар Константин" је основана у Нишу 1962. године, у Великотрновској улици бр. 4, поред Медицинског факултета.

## Историја
Првобитни назив основна школа „21. мај” школа је носила од оснивања до 2003. године. Својим именом била је повезана са истоименим Нишким аеродромом. Тог 21. маја 1942. године, са Бањалучког аеродрома побегла су два пилота и један механичар на слободну територију и прикључили се Народноослободилачком покрету. Пилот ваздухопловства НДХ Фрањо Клуз, авионом „Потез 25" пуним оружја, слетео је на преипремљени партизански аеродром Урије код Приједора. Тог дана, нешто касније на исти аеродром авионом „Бреге 19", слетео је и резервни пилот Руди Чајавец са механичаром Милутином Мишом Јазбецом. Овим прелетом отпочело је дејство партизанске авијације, што уједно означава и почетак стварања новог југословенског ваздухопловства.
Руди Чајавец рођен је 1. априла 1911. године у Босни и Херцеговини. У Народноослободилачку борбу ступио је 1941. године и био први партизански авијатичар. Погинуо је 4. јуна 1941. године када је напао непријатељски гарнизон у Бањалуци. Неки извори тврде да је том приликом оборен његов авион и да је он тешко рањен, те је, да не би пао жив непријатељу у руке, извршио самоубиство. За народног хероја проглашен је 20.12.1951. године.
Фрањо Клуз рођен је 18. септембра 1912. године у Јошику код Босанске Дубице. Као првом партизанском пилоту и добром летачу, Клузу је поверено да, као пратилац командира ескадриле мајора Протића, изврши први борбени задатак ове ескадриле. Од тада је извршио више борбених летова обезбеђујући ловачку заштиту нашим и савезничким авионима. Погинуо је 14. 9. 1944. године када је његов авион оборен приликом напада. Народним херојом проглашен је 18. 5. 1948. године.
Бисте Фрање Клуза и Руди Чајевца и данас стоје на улазу у нашу школу као симболи узвишене и трајне вредности и тешког пута којим се пролазило до слободе и успеха, a уједно су биле и остале саставни део наше школе да подсећају на та знаменита имена.

## Школа данас
Данас је ово централна градска школа са повољним положајем. У близини школе налазе се Медицински и Стоматолошки факултети, Клинички центар, Завод за заштиту здравља, Општина Медијана, Уметничка галерија Мија Станимировић, стафион, хала и базени Спортског центра Чаир, Дечији културно-образовани и рекреативни центар, дечији вртићи, културно-историјски споменик Ћеле-кула, Позориште лутака, парк Светог Саве са црковм Светог вара Константина и царице Јелене, пијаца Бошко Буха, пошта... Близину ови установа школа користи за сарадњу, чиме омогућује задовољавање ученичких потреба, као и откривање и неговање талената.
Школа има млад, стручан, амбициозан и мотивисан колектив заинтересован за стручно усавршавање, који примењује стечена знања и вештине за усавршавање наставе.
Такође, постоји и комплетна стручна служба - педагог, психолог, социолог и библиотекар.
У школи ради и здравствена служба - педијатар и стоматолог у комплетно опремљеним ординацијама.
Обезбеђена је кабинетска настава за све обавезне и изборне предмете.
Већ 16 година сви учитељи раде по комплексној методи учења почетног читања и писања. Ученици првог разреда не уче слово по слово, већ од самог старта формирају речи. Свако од њих напредује сопственим темпом, у складу са сопственим предзнањем. У психолошком смислу, то је за децу одлично, јер по букварској методи сви раде исто, било да знају да читају и пишу, или не. Оно што ову методу ставља испред класичне јесте и чињеница да деца не усвајају креативност, инсистира се на логичком закључивању. Оваква метода примењује се и у осталим предметима.
У школи постоји опремљен целодневни боравак за ученике прво, другог и трећег разреда у чијем су саставу 8 учионица, трпезарија, кухиња, канцеларија за учитеље и чекаоница за родитеље.
Школски простор чини 4472м2, ашколска зграда је простире на површини од 3622м, у чијем саставу су: 16 кабинета, 7 класичних учионица, мултимедијална учионица, кабинети за изборне предмете - веронауку и грађанско васпитање, учионица за предшколско образовање, учионица за изборни предмет - од играчке до рачунара, сала за физичко васпитање, справарница, туш кабине и две свлачионице, библиотека, 9 канцеларија, педијатријска амбуланта са просторијом за интервенције, амбуланта за прегледе, строматолошка амбуланта, радионица и 2 просторије за помоћно особље. Школски атријум оплемењен је фонтаном. Површина боравка је 850м2, у чијем саставу је : 8 учионица, играоница, канцеларија за учитеље, чекаоница за родитеље, трпезарија и просторија за дистрибуцију хране. Школско двориште је површине 2,16 ха, у оквиру кога постоје: два кошаркашка терена, терен за мали фудбал са вештачком травом, рукометни терен, вештачка стена са амфитеатром, игродром, терен за бадминтон, терен за одбојку на песку, али има могућности и потребе за изградњу још неколико спортских терена због недовољно искоришћеног простора (могућност изградње атлетских стаза, јама за скок у даљ и сл.).
Школа је покривена видео.надзором, како унутар школе, тако и ван ње.
Од школске 2008/09. године, на иницијативу Савета родитеља, у школи постоји физичко обезбеђење и паник тастер
У циљу неговања позитивних поралних и животних ставова код ученика, Ученички парламент бави се темама и спроводи акције везане за живот и рад школе.

## Такмичења
Ученици ове школе постижу високе резултате на свим нивоима такмичења из свих области науке и спорта. Учествују на домаћим и међународним конкурсима и смотрама за литерарне и ликовне радове и освајају бројне награде, признања и сертификате.
Од самог оснимвања школе, спортски резултати ученика су врхонски. Велики број ученика бави се различитим спортским активностима. Близина базена омогућава извођење редовне насатве физичке културе, почев од четвртог разреда.

## Активности

### Ђачко ћоше
Ученици и наставници школе реализују пројекат дечје образовно-васпитне и културно-забавне емисије Ђачко ћоше у сарањи са Нишком телевизијом, почев од јануара 2006. године. Децембра месеца 2005. године директор школе и тим наставника долазе на идеју да школа крене са емитовањем своје ТВ емисије, како би представили талентовану и вредну децу нишких основних школа.
С обзиром да школа нема никакву техничку подршку која би испратила овакву идеју , група ентузијаста из школе обраћа се Нишкој телевизији за подршку реализиације, тада већ именоване емисије Ђачко ћоше. Почетна замисао била је да се емисија емитује једном месечно у трајању 30-45 минута, почев од децембра месеца, закључно са јуном исте године. По добијању подршке Нишке телевизије, Тим се тада обратио и Бранку Матићу, редитељу многих дечијих емисија, за стручну помоћ. Тако је прва емисија Ђачко ћоше рођена 27.1.2006. године. Емисија је тада имала осам рубрика. Свака емисија је реализоване са најмање тридесетак ученика различитих узраста. Кроз емисију је прошло доста познатих имена. Дечији писци: Добрица Ерић, Недељко Попадић, Саша Божовић, Виолета Јовић, Власта Ценић, Русомир Арсић, Вера Цветановић, Матија Бећковић, Небојша Озимић, Стојан Богдановић, Иванка Косанчић... И света музике: Снежана Спасић, Иван Илић; група Кербер; плесне школе Ла Луна и Елена и фолклорне групе Бранко и Десанка Максимовић. До 31.10.2009. године снимљено је 14 тематских емисија. Теме емисија су се провлачиле кроз цео садржај емисије, а биле су: Љубав, Жена, Васкрс, Цар Константин, Никола Тесла, Нова година, Другарство, Срећа и радост, Пролеће, Очување здравља, Школа...

### ПодлистЂачко ћоше
Поред емисије која се емитује једном месечно, у сарадњи са Народним новинама, школа је добила прилику да једном недељно, од јануара 2007. године, буде презентована подлистом Ђачко ћоше у поменутом локалном листу. Од априла месеца 2010. године подлистак се објављује једном недељно у дневном листу Политика.

### Сајт школе
Од школске 2004/05. године школа израђује свој сајт који обухвата све активности школе, промоцију рада, афирмисање ученика и наставника школе преко интернета.

### Разне друге активности
Више година уназад, кроз организовање приредби, израду позивница, честитки, беџева и промотивног спота школе, спроводимо акцију упознавања родитеља и полазника у први разред са условима живота и рада у школи
Од школске 2006/07. године при школи раде две предшколске гурпе које редовно учествују у школским манифестацијама.
У школи активно раде Ученички парламент, Дечији савез, Савез извиђача, као и скеције: шаховска, еколошка, одојкашка, кошаркашка и рукометна.
У сарадњи са Стоматолошким факлутетом, Домом здравља, Заводом за ментално здравље, Заводом за заштиту здравља и са Управом за образовање, културу, омладину и спорт, школа огранизује предавања, трибине, пројекције филмова, разговоре о болестима зависноти и др.
У сарадњи са нишким МУП-ом сваке године реализујемо програм Безбедност у саобраћају. Остварује се добра сарадња са Одсеком за превенцију и сузбијање малолетничке деликвенције и школским полицајцем. У школи постоји физичко обезбеђење и уграђен ПАНИЦ тастер. У школи се сви активно укључују у стварање и одржавање безбедних услова за живот и рад ученика.
Сваке године у оквиру Дечје недеље ученици првог разреда саде Дрбо генерације у нашем Парку пријатељства. У оквиру исте акције организује се Дечји вашар, акција солидарности и хуманости под називом Деца деци, изложба литерарних и ликовних радова ученика и др. Поводом Дане школе организујемо Изложбу кућних љубимаца и Игре без граница, а спортски сустреи како међу ученицима, тако и међу наставницима и ученицима су традиција школе.
Наставници се дошколававају у струци на факултетима и усавршавају на акредитованим семинарима, а стечена знања примењују у пракси.
У школи се примењује активна настава и реализују мултимедијални часови.
Поводом Дана школе, Наставничко веће књигама награђује најбоље ученике, као и ученике који су освојили неко од прва три места на свим нивоима такмичења, а ученика генерације награђује алтником и енциклопедијом.

## Директори ОШ „Цар Константин“ од оснивања до данас
- Гмитар Младеновић, 1962- 1986.
- Божидар Глушчевић, 1986- 1990.
- Зорка Стефановић, 1990- 2000.
- Топлица Стојановић, в.д., 2000- 2001.
- Драган Гејо, 2001- 2005.
- Ненад Стефановић, 2005. - 2019.
- Гордана Милошевић, 2019. - и даље